# Reinhard Eigenbrodt

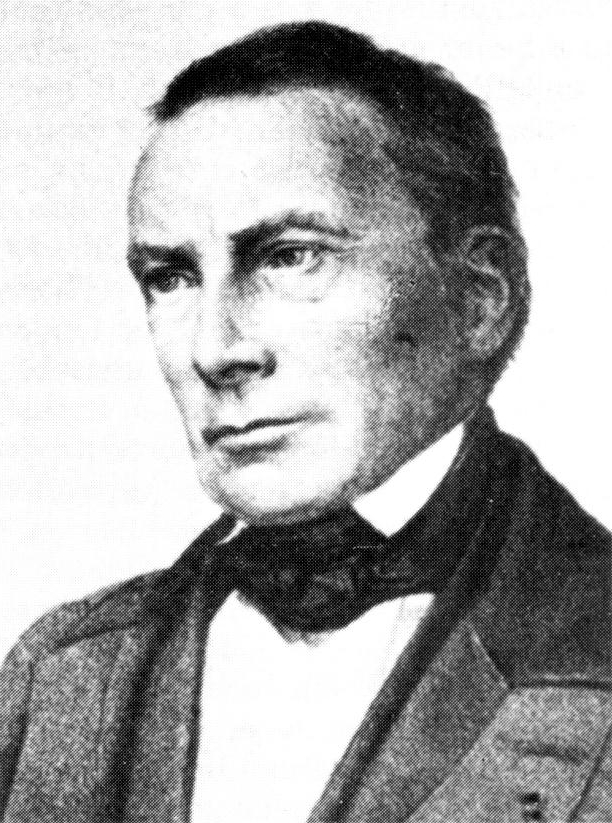
Reinhard Eigenbrodt

Reinhard Carl Theodor Eigenbrodt (* 20. März 1799 in Gesmold; † 7. Juli 1866 in Darmstadt) war hessischer Politiker und Innenminister in der Märzregierung des Großherzogtums Hessen.

## Familie
Reinhard Eigenbrodt war der Sohn von Karl Christian Eigenbrodt (1769–1839), des ersten Präsidenten der Zweiten Kammer der Landstände des Großherzogtums Hessen, und dessen erster Frau Marianne Friederike Jacobina, geborene Langsdorff (1771–1808).
Reinhard Eigenbrodt heiratete Pauline Sofie Franziska Ferdinande du Hall (* 28. März 1804 in Alsfeld; † 2. April 1871 in Darmstadt), die Tochter des Darmstädter Stadtkommandanten Andreas du Hall.

## Karriere
Reinhard Eigenbrodt studierte Rechtswissenschaft, zunächst an der Universität Gießen, ab 1818 an der Universität Heidelberg und anschließend in Jena. Während seines Studiums wurde er 1815 Mitglied des  Gießener Germanenbundes, 1816 der Ehrenspiegelburschenschaft, der Alten Heidelberger Burschenschaft und 1818/19 der Urburschenschaft in Jena. Er war auch Mitglied der Alten Göttinger Burschenschaft.
Ab 1820 war er Akzessist am Hofgericht Darmstadt, ab dem 21. Januar 1822 Hofgerichtsadvokat. 1824 wurde er ständiger Substitut (Stellvertreter) des Kammeradvokaten in der Provinz Starkenburg. 1843 erhielt er den Titel „Justizrat“ und wurde juristisches Mitglied der im Aufbau befindlichen Direktion der Main-Neckar-Eisenbahn-Gesellschaft, die sich damals im Bau befand. 1844 wurde er Kammeranwalt der Provinz Starkenburg. 1847 bis 1848 wurde er für den Wahlkreis Starkenburg 10/Odenwald-Breuberg in die Zweite Kammer der Landstände des Großherzogtums gewählt.
Durch die Ereignisse der Revolution von 1848 im Großherzogtum Hessen wurde er am 2. Juni 1848 Nachfolger für Heinrich von Gagern als Innenminister. Nach seiner Ernennung zum Minister schied er aus dem Landtag aus. Bereits am 1. September 1848 wurde er auf eigenen Wunsch aus dem Ministerium entlassen und wurde stattdessen bis 1849 hessischer Bevollmächtigter bei der provisorischen Reichszentralgewalt, am 30. August 1849 Mitglied des provisorischen Schiedsgerichts des Norddeutschen Bundes. 1849–1850 war er gewähltes Mitglied der Ersten Kammer der Landstände. 1850 wurde er erneut (und nun für den Wahlbezirk Starkenburg 18/Groß-Gerau) in die Zweite Kammer gewählt und schied mit der Auflösung des Landtags im gleichen Jahr aus.
Am 6. Juni 1860 wurde er ständiger Referent im Staatsrat des Großherzogtums Hessen, dem er ab dem 20. Mai 1863 als Mitglied angehörte. Am 4. Mai 1866 ging er in den Ruhestand. Kurz darauf verstarb er.

## Ehrungen
- 1846 erhielt er das Ritterkreuz des Verdienstordens Philipps des Großmütigen.[2]
- 1848 wurde er mit dem Kommandeurkreuz II. Klasse des Ludewigsordens geehrt.[2]
- 1865 wurde er zum Geheimrat ernannt.[2]